# Enterobacter
Genre
Enterobacter est un genre de bacilles Gram négatifs de la famille des Enterobacteriaceae. Son nom, composé du grec enteron (ἒντερον : intestin) et du néolatin bacter (petit bacille), peut se traduire par « petit bacille intestinal ».
L'habitat est l'intestin de l'Homme et des animaux, Enterobacter est aussi trouvé dans les selles, les eaux d'égouts, le sol, les produits laitiers. Certaines souches du genre Enterobacter peuvent être responsables d'infections nosocomiales.

## Taxonomie
Jusqu'en 2016 ce genre était rattaché par des critères phénotypiques à la famille des Enterobacteriaceae. Malgré la refonte de l'ordre des Enterobacterales par Adeolu et al. en 2016 à l'aide des techniques de phylogénétique moléculaire, Enterobacter reste dans la famille des Enterobacteriaceae dont le périmètre redéfini compte néanmoins beaucoup moins de genres qu'auparavant.
Le nom correct complet (avec auteur) de ce taxon est Enterobacter Hormaeche & Edwards 1960.
L'espèce type est : Enterobacter cloacae (Jordan 1890) Hormaeche & Edwards 1960.
Enterobacter a pour synonyme :
- Cloaca Castellani & Chalmers 1919

### Étymologie
L'étymologie du nom de genre Enterobacter est la suivante : En.te.ro.bac’ter. Gr. neut. n. enteron, intestin; N.L. masc. n. bacter, un petit bâtonnet; N.L. masc. n. Enterobacter, un petit bâtonnert intestinal.

## Liste d'espèces
Selon la LPSN (12 mars 2025) :
- Enterobacter asburiae Brenner et al. 1988
- Enterobacter bugandensis Doijad et al. 2016
- Enterobacter cancerogenus (Urosevic 1966) Dickey & Zumoff 1988
- Enterobacter chengduensis Wu et al. 2019
- Enterobacter chinensis He et al. 2025
- Enterobacter chuandaensis Wu et al. 2019
- Enterobacter cloacae (Jordan 1890) Hormaeche & Edwards 1960 – espèce type
- Enterobacter dykesii Cho et al. 2021
- Enterobacter hormaechei O'Hara et al. 1990
- Enterobacter huaxiensis Wu et al. 2019
- Enterobacter kobei Kosako et al. 1997
- Enterobacter ludwigii Hoffmann et al. 2005
- Enterobacter mori Zhu et al. 2011
- Enterobacter nematophilus Machado et al. 2023
- Enterobacter oligotrophicus corrig. Akita et al. 2020
- Enterobacter pasteurii Rahi et al. 2024
- Enterobacter pseudoroggenkampii Wu et al. 2024
- Enterobacter quasihormaechei Wang et al. 2020
- Enterobacter quasimori Wu et al. 2021
- Enterobacter quasiroggenkampii Wu et al. 2020
- Enterobacter roggenkampii Sutton et al. 2018
- Enterobacter rongchengensis He et al. 2025
- Enterobacter siamensis Khunthongpan et al. 2014
- Enterobacter sichuanensis Wu et al. 2018
- Enterobacter soli Manter et al. 2011
- Enterobacter vonholyi Cho et al. 2021
- Enterobacter wuhouensis Wang et al. 2020

Des reclassements ont été effectués au sein même du genre Enterobacter :
- Enterobacter asburiae : reclassement de E. muelleri
- Enterobacter cancerogenus : reclassement de E. taylorae
- Enterobacter cloacae subsp. dissolvens : reclassement de E. dissolvens
- Enterobacter mori : reclassement de Enterobacter tabaci
- Enterobacter hormaechei subsp. xiangfangensis : reclassement de E. xiangfangensis

Par ailleurs, un grand nombre d'espèces auparavant classées parmi les Enterobacter ont été reclassées dans d'autres genres :
- Cronobacter sakazakii (Farmer et al. 1980) Iversen et al. 2008 : reclassement de E. sakazakii
- Franconibacter helveticus (Stephan et al. 2007) Stephan et al. 2014 : reclassement de E. helveticus
- Franconibacter pulveris (Stephan et al. 2008) Stephan et al. 2014 : reclassement de E. pulveris
- Klebsiella aerogenes (Hormaeche & Edwards 1960) Tindall et al. 2017 : reclassement de E. aerogenes
- Kluyvera intermedia (Izard et al. 1980) Pavan et al. 2005 : reclassement de E. intermedius
- Kosakonia arachidis (Madhaiyan et al. 2010) Brady et al. 2013 : reclassement de E. arachidis
- Kosakonia cowanii (Inoue et al. 2001) Brady et al. 2013 : reclassement de E. cowanii
- Kosakonia oryzae (Peng et al. 2009) Brady et al. 2013 : reclassement de E. oryzea
- Kosakonia oryzendophytica (Hardoim et al. 2015) Li et al. 2016 : reclassement de E. oryzendophyticus
- Kosakonia oryziphila (Hardoim et al. 2015) Li et al. 2016 : reclassement de E. oryziphilus
- Kosakonia radicincitans (Kämpfer et al. 2005) Brady et al. 2013 : reclassement de E. radicincitans
- Kosakonia sacchari (Zhu et al. 2013) Gu et al. 2014 : reclassement de E. sacchari
- Lelliottia amnigena (Izard et al. 1981) Brady et al. 2013 : reclassement de E. amniogenus
- Lelliottia nimipressuralis (Carter 1945) Brady et al. 2013 : reclassement de E. nimipressuralis
- Pantoea agglomerans (Beijerinck 1888) Gavini et al. 1989 : reclassement de E. agglomerans
- Phytobacter massiliensis (Lagier et al. 2014) Ma et al. 2021 : reclassement de E. massiliensis
- Pluralibacter gergoviae (Brenner et al. 1980) Brady et al. 2013 : reclassement de E. gergoviae
- Pluralibacter pyrinus (Chung et al. 1993) Brady et al. 2013 : reclassement de E. pyrinus
- Siccibacter turicensis (Stephan et al. 2007) Stephan et al. 2014 : reclassement de E. turicensis